# Georges Berchet
Pour les articles homonymes, voir Berchet.
 (mai 2025).
Si vous disposez d'ouvrages ou d'articles de référence ou si vous connaissez des sites web de qualité traitant du thème abordé ici, merci de compléter l'article en donnant les références utiles à sa vérifiabilité et en les liant à la section « Notes et références ».
Georges Berchet (né le 13 juin 1926 à Annecy dans la Haute-Savoie et décédé le 4 décembre 2004 à Chaumont dans la Haute-Marne), est un homme politique français.
Il fut sénateur (UDF) de la Haute-Marne de 1974 à 2001.
Maire de Chaumont de 1976 à 1989, conseiller général (1979-1992) et conseiller régional jusqu'en 2004. Ingénieur en chef du génie rural, Georges Berchet était militant du Parti Radical.